# Verner Järvinen
Venne Järvinen, detto Verner (Ruovesi, 4 marzo 1870 – Tampere, 31 gennaio 1941), è stato un discobolo, giavellottista e pesista finlandese.

## Biografia
Prese parte ai Giochi olimpici intermedi che si tennero ad Atene nel 1906: conquistò la medaglia d'oro nel lancio del disco stile greco e quella di bronzo nel lancio del disco. Si posizionò quinto nel lancio del giavellotto stile libero e prese parte anche alle gare del getto del peso e getto della pietra, ma non conosciamo i risultati.
Nel 1908 partecipò ai Giochi olimpici di Londra dove gli fu assegnata la medaglia di bronzo nel lancio del disco stile greco e conquistò il quarto posto nel lancio del disco. Prese parte anche al getto del peso e al lancio del giavellotto stile libero.
Nel 1912 fu la volta dei Giochi olimpici di Stoccolma, dove non vinse nessuna medaglia, ma si posizionò dodicesimo nel lancio del disco a due mani e quindicesimo nel lancio del disco.
I suoi tre figli furono tutti atleti di livello olimpionico: Matti Järvinen nel lancio del giavellotto, Akilles Järvinen nel decathlon e Kalle Järvinen nel getto del peso.

## Palmarès
| Anno | Manifestazione            | Sede      | Evento                              | Risultato | Prestazione | Note  |
| ---- | ------------------------- | --------- | ----------------------------------- | --------- | ----------- | ----- |
| 1906 | Giochi olimpici intermedi | Atene     | Getto del peso                      | n/d       | n/d         |       |
| 1906 | Giochi olimpici intermedi | Atene     | Getto della pietra                  | n/d       | n/d         |       |
| 1906 | Giochi olimpici intermedi | Atene     | Lancio del disco                    | Bronzo    | 36,82 m     |       |
| 1906 | Giochi olimpici intermedi | Atene     | Lancio del disco stile greco        | Oro       | 35,17 m     |       |
| 1906 | Giochi olimpici intermedi | Atene     | Lancio del giavellotto stile libero | 5º        | 44,25       |       |
| 1908 | Giochi olimpici           | Londra    | Getto del peso                      | n/d       | n/d         |       |
| 1908 | Giochi olimpici           | Londra    | Lancio del disco                    | 4º        | 39,43 m     |       |
| 1908 | Giochi olimpici           | Londra    | Lancio del disco stile greco        | Bronzo    | 36,48 m     |       |
| 1908 | Giochi olimpici           | Londra    | Lancio del giavellotto stile libero | n/d       | n/d         |       |
| 1912 | Giochi olimpici           | Stoccolma | Lancio del disco                    | 15º       | 38,60 m     |       |
| 1912 | Giochi olimpici           | Stoccolma | Lancio del disco a due mani         | 12º       | 66,69 m     | [ 1 ] |